# Onthophagus marginifer
Onthophagus marginifer är en skalbaggsart som beskrevs av Frey 1953. Onthophagus marginifer ingår i släktet Onthophagus och familjen bladhorningar. Inga underarter finns listade i Catalogue of Life.